# Kunreuth
Kunreuth ist eine Gemeinde im Landkreis Forchheim (Regierungsbezirk Oberfranken) und ein Mitglied der Verwaltungsgemeinschaft Gosberg.

## Geografie

### Gemeindegliederung
Die Gemeinde Kunreuth hat 4 Gemeindeteile (in Klammern ist der Siedlungstyp angegeben):
- Ermreus (Dorf)
- Kunreuth (Pfarrdorf)
- Regensberg (Kirchdorf)
- Weingarts (Pfarrdorf)

Es gibt auf dem Gemeindegebiet die Gemarkungen Ermreus, Kunreuth und Oberehrenbach (Gemarkungsteil 0).
In Regensberg befindet sich die Burgruine Regensberg mit der Burgkapelle.

Kunreuth aus der Vogelperspektive (2018)

Kriegerdenkmal

### Nachbargemeinden
Nachbargemeinden sind (von Norden beginnend im Uhrzeigersinn): Leutenbach, Gräfenberg, Igensdorf, Hetzles, Effeltrich, Pinzberg.

## Geschichte
Urkundlich wurde Kunreuth erstmals 1120 in einer Schenkungsurkunde für das St.-Egidien-Spital Bamberg erwähnt. Lange herrschte die Meinung vor, dass der Ort 1109 als „Chunesrut“ gegründet wurde. Doch das Gründungsbuch des Collegiat-Stiftes St. Jacob zu Bamberg beschreibt einen Ort bei Amberg, den es heute nicht mehr gibt (Wüstung). Das Jakobsspital hatte zu keiner Zeit Grundbesitz in Kunreuth, wohl aber das Egidienspital. Die Burg von Regensberg ist seit 1251 als Lehen des Hochstifts Bamberg nachweisbar. Das im 14. Jahrhundert entstandene Wasserschloss der Herren von Egloffstein war seit 1412 ebenfalls Lehen des Hochstifts Bamberg. Im Jahr 1426 erfolgte der Bau der Kirche. Im Zweiten Markgrafenkrieg 1553 wurden der Ort, das Schloss und die Kirche durch Albrecht Alcibiades zerstört. Im Jahr 1560 wurde Kunreuth evangelisch, nachdem die Herren von Egloffstein einen evangelischen Pfarrer eingesetzt hatten. Im Jahr 1700 befreite sich Kunreuth von der Bamberger Herrschaft, das Schloss wurde Sitz der Kanzlei des Kantons Gebürg der Reichsritterschaft in Franken. Im Jahr 1805 fiel Kunreuth an das Königreich Bayern, bis 1845 existierte noch ein Patrimonialgericht der Freiherren und Grafen von und zu Egloffstein.
Am 3. Januar 1952 wurde der Name der Gemeinde von Cunreuth in Kunreuth geändert.

## Eingemeindungen
Am 1. Juli 1971 wurde die Gemeinde Ermreus eingegliedert. Am 1. Mai 1978 kam Weingarts hinzu.

## Politik

### Bürgermeister
Bürgermeister ist seit 2020 Ernst Strian (Demokratie/SPD), der sich in der Stichwahl gegen Edwin Rank (CSU) mit 51,4 % durchsetzte. Sein Vorgänger war Konrad Ochs (CSU/Bürgerblock), der ohne Gegenkandidaten bei der Kommunalwahl 2014 90 % der Stimmen erhielt. Ochs war Nachfolger des jetzigen Landrats Hermann Ulm (CSU; als Bürgermeisterkandidat für Demokratie/SPD aufgestellt), der bei der Wahl am 2. März 2008 mit 65,11 % der Stimmen gewählt wurde. Sein Herausforderer Helmut Rahner (CSU/Bürgerblock) kam auf 34,89 % der gültigen Stimmen. Sein Vater Helmut Ulm (Demokratie/SPD) amtierte bis 2008.

### Landräte
Zwei der Landräte des Landkreises Forchheim kamen bzw. kommen aus Kunreuth: Paul Strian (CSU, 1951–1964) und Hermann Ulm (CSU, seit 2014).

### Gemeinderat
Der Gemeinderat von Kunreuth hat zwölf Mitglieder zuzüglich des Ersten Bürgermeisters.
|      | CSU * | SPD | Demokratie | Junge Bürger | Bürgerliste Ermreus | Die Jungen Kunreuther | Gesamt   |
| 2002 | 3     | 1   | 5          | 2            | 1                   | 0                     | 12 Sitze |
| 2008 | 3     | 1   | 5          | 2            | 1                   | 0                     | 12 Sitze |
| 2014 | 4     | 1   | 3          | 2            | 2                   | 0                     | 12 Sitze |
| 2020 | 4     | 0   | 3          | 2            | 2                   | 1                     | 12 Sitze |

### Wappen
| Wappen der Gemeinde Kunreuth | Blasonierung: „Unter von Schwarz und Gold gespaltenem Zinnenschildhaupt, gespalten von Silber und Schwarz, vorne ein links gewendeter, rot bezungter, schwarzer Bärenrumpf, hinten eine goldene Saufederklinge.“ |
| Wappen der Gemeinde Kunreuth | Wappenbegründung: Der Bärenrumpf ist dem Wappen der Herren von Egloffstein entnommen, die seit dem 13. Jahrhundert bis heute im Ort ansässig sind. Die Farben Schwarz und Gold stammen aus dem bambergischen Bistumswappen. Die Burg von Regensberg ist seit 1251 als bischöfliches Lehen nachweisbar, das Kunreuther Wasserschloss seit 1412. Beide werden durch die Zinnen im Schildhaupt dargestellt. Das Schloss in Kunreuth war Anfang des 18. Jahrhunderts Sitz der Kanzlei des Kantons Gebürg der Reichsritterschaft in Franken. Die Saufeder ist dem Wappen der Herren von Stiebar entnommen, Schlüsselberger Dienstleute, die 1304 erstmals genannt wurden und 1762 erloschen sind. Die Saufeder steht stellvertretend für die verschiedenen Lehensträger der Burg im Gemeindewappen. Die Gemeinde Kunreuth führt das Wappen seit 1981. |

## Sehenswürdigkeiten

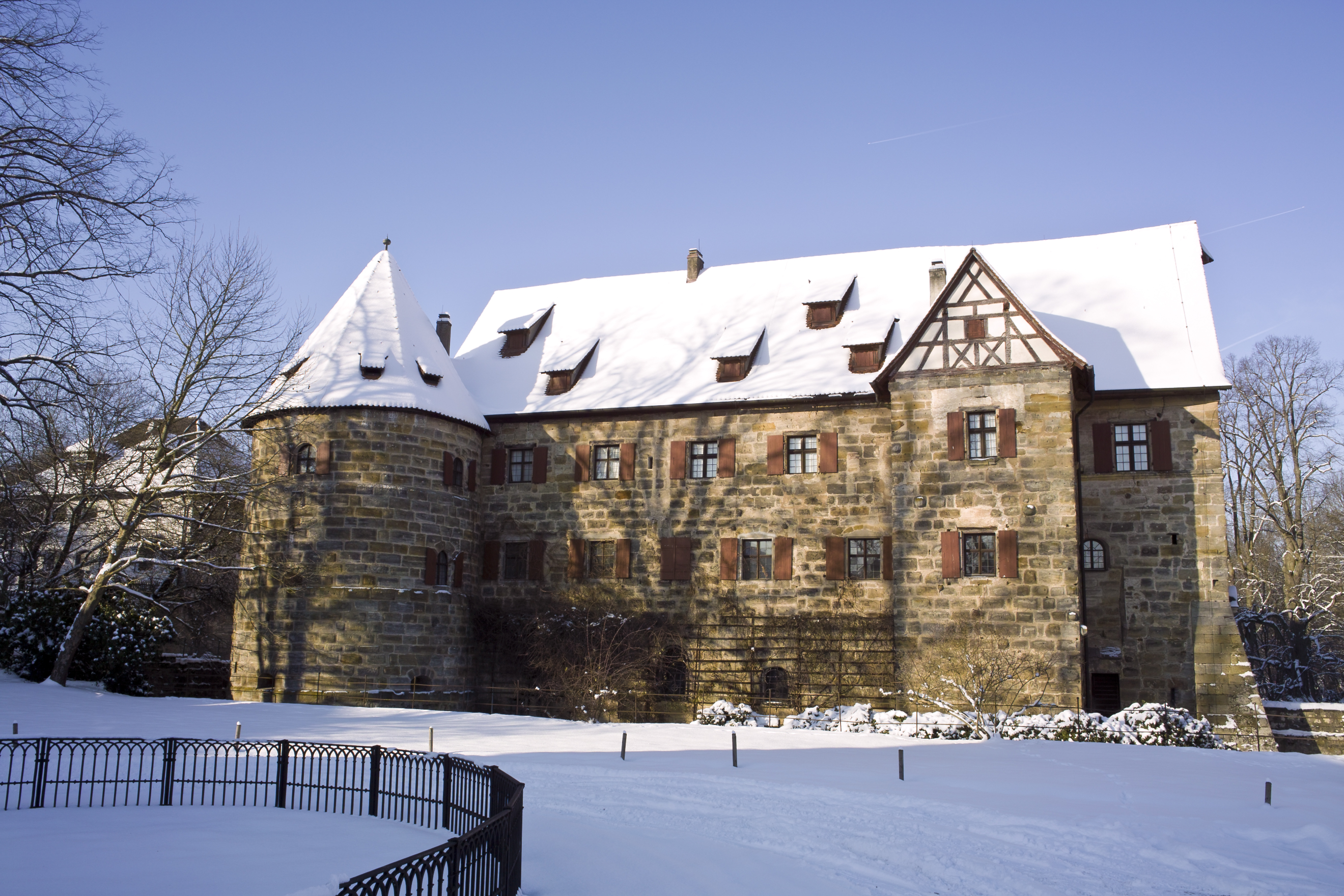
Schloss Kunreuth

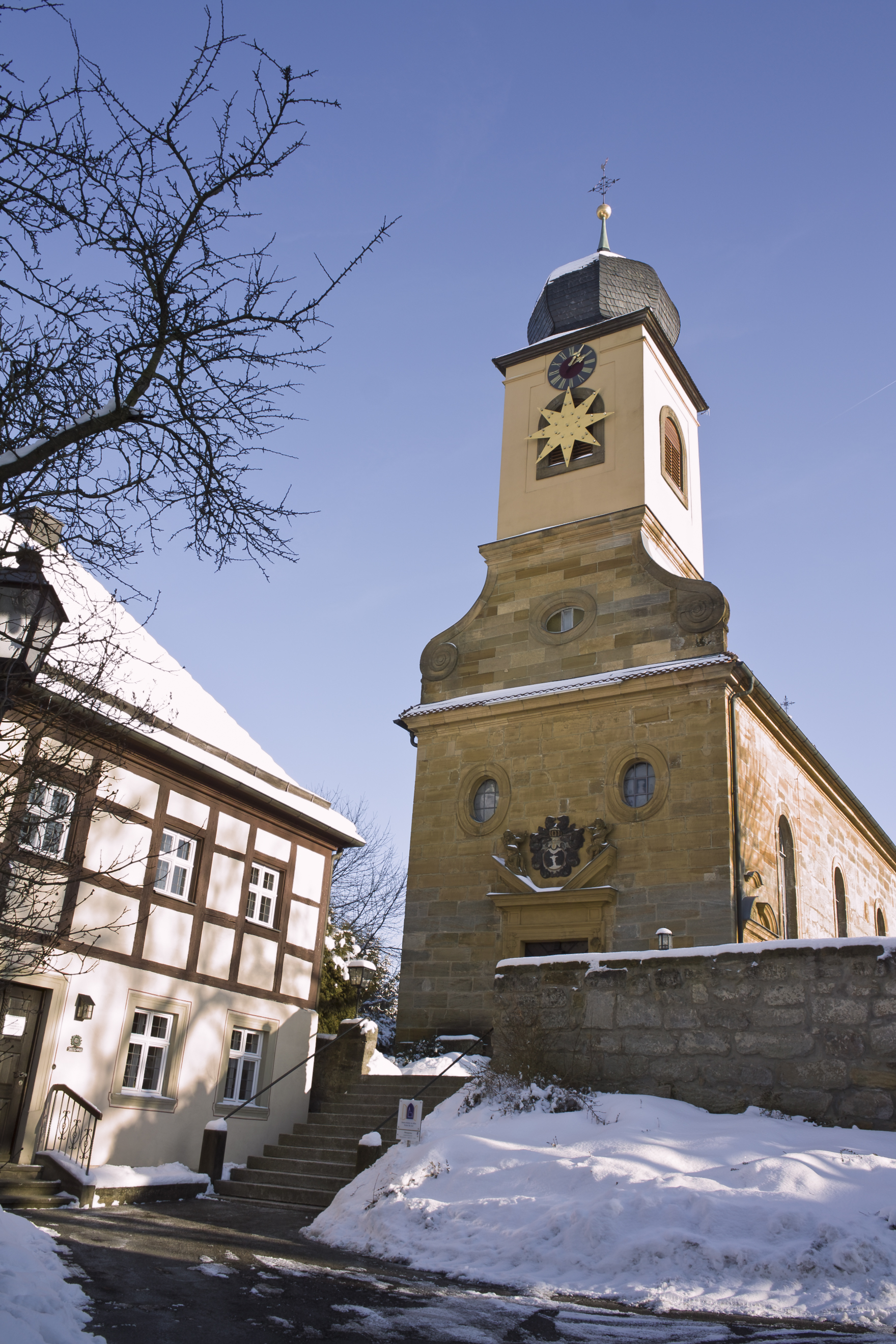
Lukaskirche

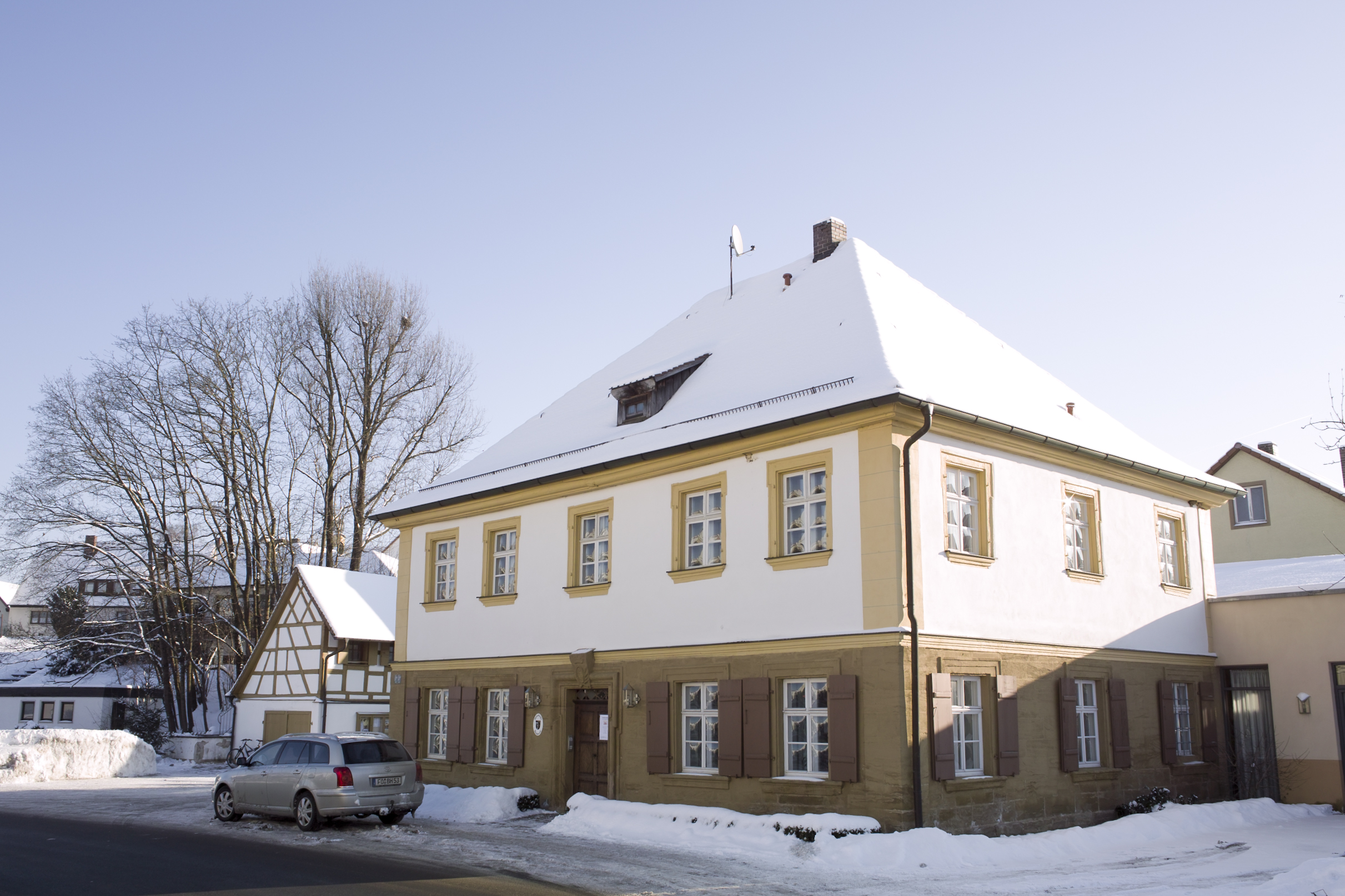
Rathaus in Kunreuth

- Schloss Kunreuth
- Lukaskirche
- Kulturweg
- Rathaus Kunreuth
- ehemaliges „Gasthaus zur Krone“
- St.-Georgs-Kirche Weingarts
- Burgruine Regensberg
- Burgkapelle Regensberg

## Söhne und Töchter der Gemeinde
- Christoph Reich (auch Johann Christoph Reich; 1567–1632), deutscher Theologe, Dichter und Bibliothekar
- Friedrich von Müller (1779–1849), Staatskanzler des Großherzogtums Sachsen-Weimar-Eisenach
- Georg Erlwein (1863–1945), Elektrotechniker und Elektrochemiker
- Hermann Heller (1871―1950), Verwaltungsjurist und Bezirksoberamtmann
- Helmut Rahner (* 1971), Fußballspieler